# Caiac canoe la Jocurile Olimpice de vară din 2024 - C-1 feminin
Proba feminină de canoe C-1 de la Jocurile Olimpice de vară din 2024 a avut loc în perioada 30-31 iulie 2024 pe Stadionul Nautic Olimpic Național din Île-de-France, aflat la aproximativ 30 de kilometri de Paris.

## Program
Orele sunt ora Franței (UTC+1) 
| Data                    | Timp  | Etapă             |
| ----------------------- | ----- | ----------------- |
| Marți, 30 iulie 2024    | 15:00 | Calificări        |
| Miercuri, 31 iulie 2024 | 15:30 | Semifinale Finala |

## Rezultate
| Loc | Nr. concurs | Canotoare           | Țară                       | Serii preliminare | Serii preliminare | Serii preliminare | Serii preliminare | Serii preliminare | Serii preliminare | Semifinale                     | Semifinale                     | Semifinale                     | Finala                         | Finala                         | Finala                         |
| Loc | Nr. concurs | Canotoare           | Țară                       | 1a cursă          | Pen.              | A 2-a cursă       | Pen.              | Cel mai bun       | Ordine            | Timp                           | Pen.                           | Ordine                         | Timp                           | Pen.                           | Ordine                         |
| --- | ----------- | ------------------- | -------------------------- | ----------------- | ----------------- | ----------------- | ----------------- | ----------------- | ----------------- | ------------------------------ | ------------------------------ | ------------------------------ | ------------------------------ | ------------------------------ | ------------------------------ |
| 1   | 1           | Jessica Fox         | Australia                  | 100,05            | 0                 | 103,10            | 2                 | 100,05            | 2                 | 106,08                         | 0                              | 2                              | 101,06                         | 2                              | 1                              |
| 2   | 3           | Elena Lilik         | Germania                   | 107,95            | 4                 | 103,29            | 2                 | 103,29            | 5                 | 113,59                         | 0                              | 7                              | 103,54                         | 0                              | 2                              |
| 3   | 9           | Evy Leibfarth       | Statele Unite ale Americii | 108,82            | 0                 | 107,09            | 6                 | 107,09            | 11                | 117,58                         | 0                              | 12                             | 109,95                         | 2                              | 3                              |
| 4   | 5           | Zuzana Paňková      | Slovacia                   | 103,27            | 0                 | 105,71            | 0                 | 103,27            | 4                 | 115,59                         | 2                              | 9                              | 111,07                         | 0                              | 4                              |
| 5   | 8           | Ana Sátila          | Brazilia                   | 109,95            | 2                 | 105,16            | 0                 | 105,16            | 7                 | 109,88                         | 2                              | 5                              | 112,70                         | 2                              | 5                              |
| 6   | 6           | Mònica Dòria        | Andorra                    | 101,28            | 0                 | 151,68            | 54                | 101,28            | 3                 | 106,53                         | 0                              | 3                              | 113,58                         | 6                              | 6                              |
| 7   | 2           | Gabriela Satková    | Cehia                      | 99,44             | 2                 | 106,54            | 2                 | 99,44             | 1                 | 105,55                         | 0                              | 1                              | 114,22                         | 2                              | 7                              |
| 8   | 15          | Alena Marx          | Elveția                    | 109,66            | 2                 | 111,10            | 2                 | 109,66            | 16                | 117,50                         | 2                              | 11                             | 114,61                         | 2                              | 8                              |
| 9   | 13          | Eva Alina Hočevar   | Slovenia                   | 109,57            | 2                 | 108,22            | 2                 | 108,22            | 12                | 109,22                         | 0                              | 4                              | 115,48                         | 0                              | 9                              |
| 10  | 14          | Miren Lazkano       | Spania                     | 109,49            | 2                 | 113,60            | 8                 | 109,49            | 15                | 116,27                         | 4                              | 10                             | 116,97                         | 6                              | 10                             |
| 11  | 12          | Viktoriia Us        | Ucraina                    | 113,67            | 2                 | 106,09            | 2                 | 106,09            | 9                 | 114,26                         | 4                              | 8                              | 117,98                         | 4                              | 11                             |
| 12  | 4           | Mallory Franklin    | Marea Britanie             | 104,72            | 2                 | 152,41            | 50                | 104,72            | 6                 | 111,62                         | 6                              | 6                              | 165,15                         | 56                             | 12                             |
| 13  | 7           | Marjorie Delassus   | Franța                     | 108,34            | 4                 | 119,22            | 10                | 108,34            | 13                | 118,84                         | 6                              | 13                             | nu a avansat în faza următoare | nu a avansat în faza următoare | nu a avansat în faza următoare |
| 14  | 17          | Viktoria Wolffhardt | Austria                    | 114,27            | 2                 | 110,39            | 0                 | 110,39            | 17                | 120,78                         | 0                              | 14                             | nu a avansat în faza următoare | nu a avansat în faza următoare | nu a avansat în faza următoare |
| 15  | 18          | Huang Juan          | China                      | 112,88            | 8                 | 108,47            | 4                 | 108,47            | 14                | 121,64                         | 6                              | 15                             | nu a avansat în faza următoare | nu a avansat în faza următoare | nu a avansat în faza următoare |
| 16  | 16          | Lena Teunissen      | Olanda                     | 115,51            | 6                 | 105,33            | 0                 | 105,33            | 8                 | 122,82                         | 4                              | 16                             | nu a avansat în faza următoare | nu a avansat în faza următoare | nu a avansat în faza următoare |
| 17  | 10          | Klaudia Zwolińska   | Polonia                    | 106,84            | 2                 | 107,89            | 4                 | 106,84            | 10                | 123,64                         | 6                              | 17                             | nu a avansat în faza următoare | nu a avansat în faza următoare | nu a avansat în faza următoare |
| 18  | 11          | Marta Bertoncelli   | Italia                     | 112,28            | 4                 | 110,43            | 4                 | 110,43            | 18                | 170,28                         | 50                             | 18                             | nu a avansat în faza următoare | nu a avansat în faza următoare | nu a avansat în faza următoare |
| 19  | 20          | Lois Betteridge     | Canada                     | 120,22            | 8                 | 115,60            | 6                 | 115,60            | 19                | nu a avansat în faza următoare | nu a avansat în faza următoare | nu a avansat în faza următoare | nu a avansat în faza următoare | nu a avansat în faza următoare | nu a avansat în faza următoare |
| 20  | 21          | Haruka Okazaki      | Japonia                    | 122,50            | 2                 | 130,42            | 8                 | 122,50            | 20                | nu a avansat în faza următoare | nu a avansat în faza următoare | nu a avansat în faza următoare | nu a avansat în faza următoare | nu a avansat în faza următoare | nu a avansat în faza următoare |
| 21  | 19          | Michaela Corcoran   | Irlanda                    | 129,55            | 10                | 168,08            | 52                | 129,55            | 21                | nu a avansat în faza următoare | nu a avansat în faza următoare | nu a avansat în faza următoare | nu a avansat în faza următoare | nu a avansat în faza următoare | nu a avansat în faza următoare |